# Louis Guillot
Pour les articles homonymes, voir Guillot.
Louis Guillot est un homme politique français né le 7 novembre 1844 à Grenoble (Isère) et mort le 24 mars 1892 à Boran-sur-Oise (Oise).

## Biographie
Médecin dans les hôpitaux de la Marine, Louis Guillot se fait recevoir avocat à Lyon en 1867. Conseiller général en 1874, il est député de l'Isère de 1878 à 1889, inscrit au groupe de l'Union républicaine. 

## Sources
- « Louis Guillot », dans Adolphe Robert et Gaston Cougny, Dictionnaire des parlementaires français, Edgar Bourloton, 1889-1891 [détail de l’édition].